# Reinhard Walter (Musiker)
Reinhard Walter (* 3. November 1940 in Görlitz) ist ein deutscher Tonmeister, Jazz-Pianist und Komponist.

## Leben
Reinhard Walter ist durch eine angeborene Netzhauterkrankung praktisch blind. 1956 verließ er Görlitz, um die Oberschule für Blinde und Sehbehinderte in Königs Wusterhausen zu besuchen, die er 1960 mit dem Abitur beendete. Danach begann er eine berufsbegleitende Ausbildung zum Studioassistenten beim Rundfunk der DDR, die er 1964 abschloss. 
Anfang der 1960er Jahre gründete Walter seine erste Jazzkombo, das Reinhard-Walter-Jazztrio, zu dem der Posaunist Hubert Katzenbeier und der Schlagzeuger Wolfgang Schneider gehörten. 1973 wechselte er in die Abteilung Musik- und Hörspielproduktion. Er begann ein Fernstudium an der Hochschule für Musik „Hanns Eisler“ in Ost-Berlin, das er 1982 als Jazzpianist und 1985 als Diplom-Tonmeister abschloss. Von 1976 bis 1983 war er Pianist im Friedhelm-Schönfeld-Trio. Beim VEB Deutsche Schallplatten Berlin produzierte er zwei Langspielplatten, an denen er auch musikalisch mitwirkte. Beim Rundfunk der DDR komponierte Walter die Musik für zahlreiche Hörspielproduktionen, darunter Vineta, Die Möwenesser (1984), Jakob und der Andere, Die Carlton-Komödie (1989), Der letzte Anruf (1989) und König Bamba (1991), und schrieb Arrangements für Orchester des DDR-Rundfunks. Als Toningenieur betreute er die Funkamateur-Sendung DX-Aktuell.
Nach der friedlichen Revolution in der DDR 1989/90 und der Überführung des Rundfunks der DDR in neue Strukturen arbeitete Walter für den Deutschlandsender Kultur und dann für das Deutschlandradio in Berlin. 1998 ging er in den Vorruhestand. In seinem privaten Tonstudio in Berlin produziert er weiterhin Musik.

## Diskographie
- 1986: Swinging Pool, mit der Sängerin Pascal von Wroblewsky, Reinhard Walter (Piano, Leitung und Produktion), Studio-Orchester Deutsche Schallplatte, Volker Schlott (Saxophon, Flöte) und Wolfgang Schmiedt (E-Gitarre). Erschien als LP bei Amiga (Nr. 856 215) und 1991 als CD bei Bluesong (Nr. 0175 016).
- 1987: Lights, Reinhard-Walter-Jazz-Projekt: Reinhard Walter (Komposition, Piano, Co-Produzent), Volker Schlott (Saxophon, Flöte, Co-Produzent), Horst Würzebesser (Bass), Dieter Keitel (Schlagzeug). Erschien bei Amiga (Nr. 859 221)